# Andreas Mavroyiannis
Andreas D. Mavroyiannis (Limasol, 20 de julio de 1956) es un diplomático y político chipriota, que anteriormente se desempeñó como embajador ante las Naciones Unidas, además de varios otros puestos diplomáticos.
Entre 2015 y 2017, Mavroyiannis fue el negociador de la comunidad mayoritaria grecochipriota en las conversaciones de reunificación de Chipre y en 2012 se desempeñó como Viceministro de Asuntos Europeos. También es el ex representante chipriota ante la Unión Europea.
En las elecciones presidenciales chipriotas de 2023, se presentó como candidato independiente apoyado por el Partido Progresista de los Trabajadores (AKEL) y Generación del Cambio. En la primera vuelta obtuvo el 30% de los votos y clasificó a la segunda vuelta, donde fue derrotado por Níkos Christodoulídis el 12 de febrero.